# Бројнлинген
Бројнлинген (њем. Bräunlingen) град је у њемачкој савезној држави Баден-Виртемберг. Једно је од 20 општинских средишта округа Шварцвалд-Бар. Према процјени из 2010. у граду је живјело 6.102 становника. Посједује регионалну шифру (AGS) 8326006.

## Географски и демографски подаци
Бројнлинген се налази у савезној држави Баден-Виртемберг у округу Шварцвалд-Бар. Град се налази на надморској висини од 693 метра. Површина општине износи 62,1 km². У самом граду је, према процјени из 2010. године, живјело 6.102 становника. Просјечна густина становништва износи 98 становника/km².

## Међународна сарадња
| Мјесто          | Држава     | Врста сарадње | Од    |
| --------------- | ---------- | ------------- | ----- |
| Бургдорф        | Швајцарска | пријатељство  | 2000. |
| Берн            | Швајцарска | пријатељство  | 2000. |
| Тун             | Швајцарска | пријатељство  | 2000. |
| Рајнфелден      | Швајцарска | пријатељство  | 2000. |
| Муртен/Морат    | Швајцарска | пријатељство  | 2000. |
| Фрибур/Фрајбург | Швајцарска | пријатељство  | 2000. |
| Извор           |            |               |       |